# Nati nel 1768
| Questa pagina contiene informazioni ricavate automaticamente dalle voci biografiche con l'ausilio del template Bio e di un bot. L'aggiornamento è periodico e automatico e ricostruisce completamente la pagina. Se manca una persona in questa lista, sei pregato di non aggiungerla, ma accertati piuttosto che la sua voce biografica contenga il template Bio e che i dati anagrafici siano correttamente compilati. Se il template Bio manca, inseriscilo tu stesso o, in alternativa, metti l'avviso {{tmp\|Bio}} che ne segnala la mancanza. Se i dati riportati sono sbagliati, correggi direttamente la voce biografica; le modifiche saranno visibili in questa lista entro pochi giorni. Per chiarimenti vedi il progetto biografie. La lista contiene solo le 205 persone che sono citate nell'enciclopedia e per le quali è stato implementato correttamente il template Bio. Pagina aggiornata al 18 lug 2025. |

## Gennaio(14)
- 5 gennaio - Mangkunegara II, sovrano indonesiano († 1836)
- 5 gennaio - Ignazio Montemagno, vescovo cattolico italiano († 1839)
- 7 gennaio - Giuseppe Bonaparte, re († 1844)
- 10 gennaio - Hugues Nardon, politico francese († 1812)
- 11 gennaio - Tommaso Ferrero della Marmora, generale italiano († 1832)
- 17 gennaio - Smith Thompson, politico statunitense († 1843)
- 21 gennaio - Vincent Martel Deconchy, militare francese († 1823)
- 21 gennaio - Giuseppe Venturoli, ingegnere italiano († 1846)
- 28 gennaio - Federico VI di Danimarca, re danese († 1839)
- 28 gennaio - Jean Lefebvre de Cheverus, cardinale e arcivescovo cattolico francese († 1836)
- 29 gennaio - Paul Grenier, generale francese († 1827)
- 30 gennaio - Karl Heinrich Venturini, teologo tedesco († 1849)
- 30 gennaio - Amalia Enrichetta di Solms-Baruth, nobile tedesca († 1847)
- 31 gennaio - Giuseppe Saitta, vescovo cattolico italiano († 1838)

## Febbraio(18)
- 1º febbraio - Federico Bianchi, generale austriaco († 1855)
- 1º febbraio - Jacques Alexandre Law de Lauriston, generale francese († 1828)
- 2 febbraio - George Calvert, politico statunitense († 1838)
- 3 febbraio - Biagio Nardi, avvocato e patriota italiano († 1835)
- 5 febbraio - Robert Stopford, ammiraglio irlandese († 1847)
- 7 febbraio - Antoine-Athanase Royer-Collard, medico e psichiatra francese († 1825)
- 11 febbraio - Carlo Barabino, architetto e urbanista italiano († 1835)
- 11 febbraio - Luigi Fergola, disegnatore, pittore e incisore italiano († 1835)
- 12 febbraio - Joseph von Hazzi, giurista e ufficiale tedesco († 1845)
- 13 febbraio - Charles-Étienne Gudin de La Sablonnière, generale francese († 1812)
- 13 febbraio - Ivan Andreevič Krylov, scrittore e commediografo russo († 1844)
- 13 febbraio - Édouard Adolphe Casimir Joseph Mortier, generale francese († 1835)
- 15 febbraio - Anthony Carlisle, chirurgo britannico († 1840)
- 20 febbraio - Pulteney Malcolm, ammiraglio britannico († 1838)
- 24 febbraio - Jean-Blaise Martin, cantante lirico francese († 1837)
- 25 febbraio - Friedrich Adelung, filologo e linguista tedesco († 1843)
- 25 febbraio - Crisanto di Costantinopoli, arcivescovo ortodosso greco († 1834)
- 27 febbraio - Bartolomeo Franzosini, compositore e architetto italiano († 1853)

## Marzo(15)
- 1º marzo - Pierre Coudrin, presbitero francese († 1837)
- 3 marzo - Vincenzo Brunacci, matematico italiano († 1818)
- 5 marzo - Antonio Capece Minutolo, politico, scrittore e nobile italiano († 1838)
- 9 marzo - Enrico Luigi di Nassau-Saarbrücken, principe tedesco († 1797)
- 12 marzo - Arthur Guinness, banchiere e politico irlandese († 1855)
- 15 marzo - Maria Anna Czartoryska, nobildonna e scrittrice polacca († 1854)
- 17 marzo - Kaʻahumanu, regina († 1832)
- 17 marzo - Isidoro Máiquez, attore teatrale spagnolo († 1820)
- 19 marzo - François Joseph Bosio, scultore monegasco († 1845)
- 19 marzo - Rosalie Lamorlière, francese († 1848)
- 19 marzo - Giuseppe Micali, archeologo e storico italiano († 1844)
- 21 marzo - Jean Baptiste Joseph Fourier, matematico e fisico francese († 1830)
- 22 marzo - Bryan Donkin, ingegnere inglese († 1855)
- 24 marzo - George Stewart, VIII conte di Galloway, ammiraglio e politico scozzese († 1834)
- 25 marzo - Ferdinando Dal Pozzo, giurista e politico italiano († 1843)

## Aprile(11)
- 5 aprile - Dietrich Ludwig Gustav Karsten, mineralogista tedesco († 1810)
- 6 aprile - Marie Charles Theodor De Damoiseau, astronomo francese († 1846)
- 11 aprile - Friedrich Wilhelm Ehrenfried Rost, teologo e filologo classico tedesco († 1835)
- 13 aprile - Maria Giuseppa del Liechtenstein, nobildonna e mecenate austriaca († 1845)
- 14 aprile - Wilhelm von Dörnberg, generale, rivoluzionario e diplomatico tedesco († 1850)
- 18 aprile - Jean-Baptiste Debret, pittore francese († 1848)
- 18 aprile - Daniel Murray, arcivescovo cattolico irlandese († 1852)
- 19 aprile - Johann Erdwin Christoph Ebermaier, farmacista e medico tedesco († 1825)
- 22 aprile - Antonio Bonfanti, generale italiano († 1851)
- 23 aprile - José Álvarez Cubero, scultore spagnolo († 1827)
- 23 aprile - Friedrich Groos, filosofo e psichiatra tedesco († 1852)

## Maggio(17)
- 2 maggio - Jean-Louis Alibert, dermatologo e scrittore francese († 1837)
- 3 maggio - Agustín Eyzaguirre, politico e patriota cileno († 1837)
- 3 maggio - Charles Tennant, imprenditore e chimico scozzese († 1838)
- 4 maggio - Lorenzo Trincheri, critico letterario, filosofo e saggista italiano († 1846)
- 5 maggio - Ezra Ames, pittore e incisore statunitense († 1836)
- 5 maggio - Karl Friedrich von dem Knesebeck, generale prussiano († 1848)
- 7 maggio - Aglaé de Polignac, nobildonna francese († 1803)
- 14 maggio - George Frederick Nott, teologo e letterato inglese († 1841)
- 15 maggio - Antonio Morrocchesi, attore teatrale italiano († 1838)
- 17 maggio - Carolina di Brunswick, regina († 1821)
- 17 maggio - Henry William Paget, I marchese di Anglesey, militare e politico britannico († 1854)
- 19 maggio - Franz Adolf Prohaska von Guelfenburg, militare austriaco († 1862)
- 20 maggio - Andreas Miaoulis, ammiraglio e politico greco († 1835)
- 20 maggio - Dolley Payne Todd Madison, first lady statunitense († 1849)
- 26 maggio - Luisa Carolina di Hochberg, nobildonna tedesca († 1820)
- 27 maggio - Marie Adélaide Lenormand, scrittrice e esoterista francese († 1843)
- 30 maggio - Étienne Marie Antoine Champion de Nansouty, generale francese († 1815)

## Giugno(12)
- 2 giugno - François-Antoine Arbaud, vescovo cattolico francese († 1836)
- 4 giugno - Francesco Molino, chitarrista e compositore italiano († 1847)
- 6 giugno - Joseph Sidney Yorke, politico e ammiraglio inglese († 1831)
- 7 giugno - Antonio Mollari, architetto e ingegnere italiano († 1843)
- 13 giugno - Girolamo Amati, filologo classico, epigrafista e archeologo italiano († 1834)
- 14 giugno - Hatice Sultan, principessa ottomana († 1822)
- 22 giugno - Antoine Guillaume Delmas, generale francese († 1813)
- 23 giugno - Daniel Huber, matematico e astronomo svizzero († 1829)
- 24 giugno - William Bentinck, IV duca di Portland, politico britannico († 1854)
- 24 giugno - Jean-Pierre Schmidtmeyer, avvocato e politico svizzero († 1830)
- 25 giugno - Lazare Hoche, generale francese († 1797)
- 30 giugno - Elizabeth Monroe, first lady statunitense († 1830)

## Luglio(14)
- 1º luglio - Teobaldo Cacherano d'Osasco, generale italiano († 1848)
- 2 luglio - Giacomo Tommasini, medico, patologo e fisiologo italiano († 1846)
- 7 luglio - Emmanuel Marie Maximilien de Croÿ-Solre, politico e ufficiale francese († 1848)
- 9 luglio - Cristiano Augusto di Schleswig-Holstein-Sonderburg-Augustenburg, principe danese († 1810)
- 10 luglio - Hendrik Voogd, pittore olandese († 1839)
- 13 luglio - Giuseppangelo Fonzi, medico italiano († 1840)
- 18 luglio - Jean-Robert Argand, matematico svizzero († 1822)
- 19 luglio - Nicola Grimaldi, cardinale italiano († 1845)
- 20 luglio - Liberale Cozza, pittore italiano († 1821)
- 20 luglio - Praskov'ja Ivanovna Kovaleva, attrice teatrale e soprano russa († 1803)
- 25 luglio - William George Browne, esploratore inglese († 1813)
- 27 luglio - Charlotte Corday, rivoluzionaria francese († 1793)
- 27 luglio - Joseph Anton Koch, pittore austriaco († 1839)
- 31 luglio - Giovanni Carmignani, giurista italiano († 1847)

## Agosto(14)
- 1º agosto - Karl Ludwig von Haller, scrittore e politico svizzero († 1854)
- 5 agosto - Sydenham Edwards, illustratore britannico († 1819)
- 6 agosto - Jean Baptiste Bessières, generale francese († 1813)
- 8 agosto - Karl Georg Albrecht Ernst von Hake, generale prussiano († 1835)
- 8 agosto - Johann Gottfried Langermann, psichiatra tedesco († 1832)
- 10 agosto - Joseph Maria von Fraunberg, arcivescovo cattolico tedesco († 1842)
- 10 agosto - Johann Michael Vogl, baritono e compositore austriaco († 1840)
- 13 agosto - Jacques Barraband, pittore e illustratore francese († 1809)
- 14 agosto - Hugues-Robert-Jean-Charles de La Tour d'Auvergne-Lauraquais, cardinale francese († 1851)
- 15 agosto - Christoph von Schmid, scrittore, religioso e educatore tedesco († 1854)
- 17 agosto - Louis Charles Antoine Desaix, generale francese († 1800)
- 23 agosto - Astley Cooper, chirurgo e anatomista inglese († 1841)
- 29 agosto - Ignazio Laugier, avvocato e politico italiano († 1811)
- 31 agosto - Pakubuwono IV, sovrano indonesiano († 1820)

## Settembre(16)
- 1º settembre - Pietro Abbati Marescotti, matematico italiano († 1842)
- 3 settembre - Filippo Gragnani, chitarrista e compositore italiano († 1820)
- 4 settembre - François-René de Chateaubriand, scrittore, politico e diplomatico francese († 1848)
- 4 settembre - Adeodato Ressi, economista e patriota italiano († 1822)
- 9 settembre - Martial Beyrand, generale francese († 1796)
- 14 settembre - Maria Federica d'Assia-Kassel, nobile († 1839)
- 15 settembre - Nikolaj Nikolaevič Murav'ëv, generale e nobile russo († 1840)
- 16 settembre - Rozalia Lubomirska, nobildonna polacca († 1794)
- 20 settembre - Charlotte Gordon, nobildonna britannica († 1842)
- 20 settembre - Luigi Orelli, architetto italiano († 1845)
- 21 settembre - Louis Emmanuel Jadin, compositore francese († 1853)
- 21 settembre - Pietro Scotti, pittore italiano († 1838)
- 22 settembre - George Campbell, VI duca di Argyll, politico e nobile scozzese († 1839)
- 23 settembre - William Wallace, matematico e astronomo scozzese († 1843)
- 25 settembre - Gottfried Mind, pittore svizzero († 1814)
- 28 settembre - John Jackson, pugile inglese († 1845)

## Ottobre(12)
- 1º ottobre - Thomas Mann Randolph Junior, politico statunitense († 1828)
- 2 ottobre - William Carr Beresford, I visconte Beresford, militare e politico britannico († 1854)
- 4 ottobre - Francisco José de Caldas, botanico e naturalista colombiano († 1816)
- 5 ottobre - Gian Secondo de Canis, avvocato, storico e numismatico italiano († 1830)
- 11 ottobre - Jean-Édouard Adam, chimico e fisico francese († 1807)
- 20 ottobre - Gaetano Crivelli, tenore italiano († 1836)
- 21 ottobre - Gaetano Benaglia, vescovo cattolico italiano († 1868)
- 21 ottobre - Henry Digby Beste, scrittore, nobile e religioso britannico († 1836)
- 25 ottobre - Federico Guglielmo di Nassau-Weilburg, nobile († 1816)
- 26 ottobre - Eustachy Erazm Sanguszko, generale e storico polacco († 1844)
- 28 ottobre - Johannes Daniel Falk, teologo, scrittore e poeta tedesco († 1826)
- 29 ottobre - Ivan Fëdorovič Udom, generale e nobile russo († 1821)

## Novembre(16)
- 1º novembre - Christopher Ellery, politico statunitense († 1840)
- 1º novembre - Lattanzio Querena, pittore italiano († 1853)
- 2 novembre - Vera Nikolaevna Zavadovskaja, nobildonna russa († 1845)
- 8 novembre - Augusta Sofia di Hannover, nobile inglese († 1840)
- 11 novembre - Giacomo Barzellotti, medico italiano († 1839)
- 11 novembre - Joseph Henri Joachim Lainé, politico francese († 1835)
- 11 novembre - Mir Akbar Ali Khan Siddiqi Asaf Jah III, principe indiano († 1829)
- 12 novembre - Salvatore Dal Negro, fisico e presbitero italiano († 1839)
- 13 novembre - Claude Roize, generale francese († 1847)
- 18 novembre - Zacharias Werner, poeta, drammaturgo e predicatore tedesco († 1823)
- 21 novembre - Friedrich Schleiermacher, filosofo e teologo tedesco († 1834)
- 22 novembre - Viktor Pavlovič Kočubej, diplomatico russo († 1834)
- 24 novembre - Charles Meynier, pittore francese († 1832)
- 26 novembre - Ferdinando Bubna, militare boemo († 1825)
- 27 novembre - Cesare Nembrini Pironi Gonzaga, cardinale e vescovo cattolico italiano († 1837)
- 29 novembre - Domenico De Simone, cardinale italiano († 1837)

## Dicembre(11)
- 4 dicembre - Ambrose Maréchal, religioso e arcivescovo cattolico francese († 1828)
- 4 dicembre - Aimée du Buc de Rivéry, francese
- 7 dicembre - Jean Isidore Harispe, generale francese († 1855)
- 9 dicembre - Joseph Desha, politico statunitense († 1842)
- 15 dicembre - Maria Anna Vittoria di Braganza, principessa portoghese († 1788)
- 17 dicembre - Johann Philipp Palm, editore tedesco († 1806)
- 18 dicembre - Marie-Guillemine Benoist, pittrice francese († 1826)
- 19 dicembre - Marie Rivier, religiosa francese († 1838)
- 20 dicembre - Tommaso Felloni, fantino italiano († 1810)
- 22 dicembre - John Crome, pittore e incisore inglese († 1821)
- 28 dicembre - Alexander John Forsyth, religioso scozzese († 1843)

## Senza giorno specificato(35)
- Gaetana Andolfati Goldoni, attrice teatrale italiana († 1830)
- Stefano Arcellazzi, giurista e magistrato italiano († 1835)
- Johann Nepomuk Berger della Pleisse, militare austriaco († 1864)
- Manuel Atanasio Cabañas, militare paraguaiano († 1828)
- Luca Maria Capponi, poeta italiano († 1837)
- Francesco Ceracchini, compositore e organista italiano († 1824)
- William Courtenay, IX conte di Devon, nobile inglese († 1835)
- Edward Donovan, scrittore e zoologo irlandese († 1837)
- Éléonore Duplay, francese († 1832)
- Adam Karl August von Eschenmayer, filosofo tedesco († 1852)
- John Fearn, ufficiale britannico
- Pietro Franchini, matematico italiano († 1837)
- Pietro Gay di Quarti, nobile italiano († 1842)
- Marie-Jeanne Amélie Harlay, astronoma e scienziata francese († 1832)
- Wilhelm Heinsius, editore tedesco († 1817)
- Sebastiano Ittar, architetto e incisore italiano († 1847)
- Charles de La Bussière, attore teatrale francese († 1808)
- Marie Victor Nicolas de Fay, marchese de La Tour-Maubourg, generale francese († 1850)
- Zachary Macaulay, politico inglese († 1838)
- Friedrich Albrecht Anton Meyer, fisico e naturalista tedesco († 1795)
- Louis Moinet, orologiaio e pittore francese († 1853)
- Giuseppe Maria Montiglio di Ottiglio e Villanova, generale e politico italiano († 1840)
- José María Narváez, militare, esploratore e navigatore spagnolo († 1840)
- Manuel Navarrete, francescano messicano († 1809)
- Eugenio Orsatelli, generale italiano († 1811)
- Michele Peracchio, avvocato e patriota italiano
- Giovanni Portelli, vescovo cattolico italiano († 1838)
- Julie Angélique Scio, soprano francese († 1807)
- Gioacchino Giuseppe Serangeli, pittore italiano († 1852)
- Teresa Strinasacchi, soprano italiana († 1838)
- Te Rauparaha, condottiero neozelandese († 1849)
- Leopoldo Vaccà Berlinghieri, militare italiano († 1809)
- Wang Zhenyi, astronoma, matematica e poetessa cinese († 1797)
- Diego Zannandreis, scrittore italiano († 1836)
- Karoline von Manderscheid-Blankenheim, contessa tedesca († 1831)